# HD 203206
HD 203206，又名BD+21 4521，SAO 89628、HR 8158，是一颗恒星，视星等为6.29，位于銀經71.53，銀緯-19.13，其B1900.0坐标为赤經21h 15m 41.4s，赤緯+21° -19.13′ 10″。